# Russellville (Illinois)
Russellville è un villaggio degli Stati Uniti d'America, situato nello Stato dell'Illinois, nella contea di Lawrence.